# Легка атлетика на літніх Олімпійських іграх 2008 — біг на 5000 метрів (жінки)
Змагання з бігу на 5000 метрів серед жінок на Літніх Олімпійських іграх 2008 у Пекіні проходили 19 та 22 серпня на Пекінському національному стадіоні.

## Медалісти
| Золото                 | Срібло                      | Бронза                |
| Тірунеш Дібаба Ефіопія | Елван Абейлеґессе Туреччина | Месерет Дефар Ефіопія |

## Кваліфікація учасників
Національний олімпійський комітет (НОК) кожної країни мав право заявити для участі у змаганнях не більше трьох спортсменів, які виконали норматив А (15:09,00) у кваліфікаційний період з 1 січня 2007 року по 23 липня 2008 року. Також НОК міг заявити не більше одного спортсмена з тих, хто виконав норматив B (15:24,00) за той же період. Кваліфікаційні нормативи були встановлені ІААФ.

## Рекорди
Дані наведено на початок Олімпійських ігор. 
| Світовий рекорд     | Месерет Дефар (Ефіопія) | 14:11,15 | Осло (Норвегія)    | 6 червня 2008 року   |
| Олімпійський рекорд | Габріела Сабо (Румунія) | 14:40,79 | Сідней (Австралія) | 25 вересня 2000 року |

За підсумками змагань обидва рекорди залишилися незмінними.

## Змагання

### Перший раунд
Перші шість спортсменок з кожного забігу незалежно від показаного часу автоматично потрапляють у фінал змагань. Також до фіналу потрапляють ще три учасниці, які показали найкращий час серед решти спортсменок.
Використані такі скорочення:
- Q — кваліфікована за місцем у забігу
- q — кваліфікована за часом
- SB — найкращий результат у сезоні
- PB — найкращий результат у кар'єрі
- NR — національний рекорд
- DNS — не вийшла на старт
- DNF — не фінішувала

| Місце | Спортсмен                     | Результат | Примітки |
| ----- | ----------------------------- | --------- | -------- |
| 1.    | Тірунеш Дібаба                | 15:09,89  | Q        |
| 2.    | Сільвія Кібет                 | 15:10,37  | Q        |
| 3.    | Алеміту Бекеле                | 15:10,92  | Q        |
| 4.    | Меселех Мелкаму               | 15:11,21  | Q        |
| 5.    | Гюльнара Галкіна-Самітова     | 15:11,46  | Q        |
| 6.    | Дженніфер Райнс               | 15:15,12  | Q        |
| 7.    | Юріко Кобаясі                 | 15:15,87  |          |
| 8.    | Симрет Султан                 | 15:16,25  | NR       |
| 9.    | Ольга Кравцова                | 15:21,85  | SB       |
| 10.   | Сільвія Вайсштайнер           | 15:23,45  |          |
| 11.   | Чжан Ін'ін                    | 15:23,81  | SB       |
| 12.   | Закія Мрішо Мохамед           | 15:24,28  |          |
| 13.   | Долорес Чека                  | 15:31,22  |          |
| 14.   | Джессіка Аугусту              | 16:05,71  |          |
| 15.   | Люсія Чандамале               | 16:44,09  |          |
| 16.   | Сельма де Граса Соареш Бонфін | 17:25,99  | NR       |

| Місце | Спортсмен                | Результат | Примітки |
| ----- | ------------------------ | --------- | -------- |
| 1.    | Месерет Дефар            | 14:56,32  | Q        |
| 2.    | Вівіан Черуйот           | 14:57,27  | Q, SB    |
| 3.    | Лілія Шобухова           | 14:57,77  | Q        |
| 4.    | Пріска Джеплетінг Чероні | 14:58,07  | Q        |
| 5.    | Елван Абейлеґессе        | 14:58,79  | Q, SB    |
| 6.    | Шалейн Фленаган          | 14:59,69  | Q, SB    |
| 7.    | Кара Гучер               | 15:00,98  | q        |
| 8.    | Меган Меткалф            | 15:11,23  | q, PB    |
| 9.    | Сюе Фей                  | 15:13,25  | q, SB    |
| 10.   | Каєко Фукусі             | 15:20,46  |          |
| 11.   | Маріем Алауї Сельсулі    | 15:21,47  |          |
| 12.   | Юкіко Акаба              | 15:38,30  |          |
| 13.   | Крістіна Папп            | 16:08,86  |          |
| 14.   | Франсін Нійонізігіе      | 17:08,44  |          |
|       | Олена Задорожна          | DNF       |          |
|       | Джо Певі                 | DNS       |          |

### Фінал
| Місце | Спортсмен                 | Результат | Примітки |
| ----- | ------------------------- | --------- | -------- |
| 1.    | Тірунеш Дібаба            | 15:41,40  |          |
| 2.    | Елван Абейлеґессе         | 15:42,74  |          |
| 3.    | Месерет Дефар             | 15:44,12  |          |
| 4.    | Сільвія Кібет             | 15:44,96  |          |
| 5.    | Вівіан Черуйот            | 15:46,32  |          |
| 6.    | Лілія Шобухова            | 15:46,62  |          |
| 7.    | Алеміту Бекеле            | 15:48,48  |          |
| 8.    | Меселеш Мелкаму           | 15:49,03  |          |
| 9.    | Кара Гоучер               | 15:49,39  |          |
| 10.   | Шалаєв Фланаган           | 15:50,80  |          |
| 11.   | Пріска Джеплетінг Чероні  | 15:51,78  |          |
| 12.   | Гюльнара Галкіна-Самітова | 15:56,97  |          |
| 13.   | Сюе Фей                   | 16:09,84  |          |
| 14.   | Дженніфер Райнс           | 16:34,63  |          |
| 15.   | Меган Меткалф             | 17:06,82  |          |